# Ел-Кастель-де-Гуадалест
Ел-Кастель-де-Гуадалест, Гуадалест (валенс. El Castell de Guadalest (офіційна назва), ісп. Guadalest) — муніципалітет в Іспанії, у складі автономної спільноти Валенсія, у провінції Аліканте. Населення — 274 осіб (2023).

## Географія
Муніципалітет розташований на відстані близько 360 км на південний схід від Мадрида, 44 км на північний схід від Аліканте.

## Демографія
Динаміка населення (INE ):

## Галерея зображень

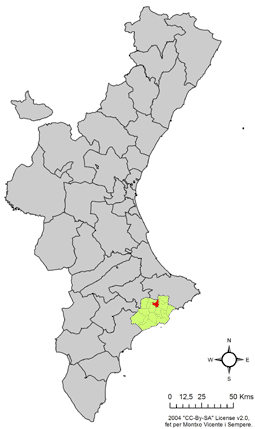
Розташування муніципалітету Ел-Кастель-де-Гуадалест у автономній спільноті Валенсія
Розташування муніципалітету Ел-Кастель-де-Гуадалест у комарці Маріна-Баха
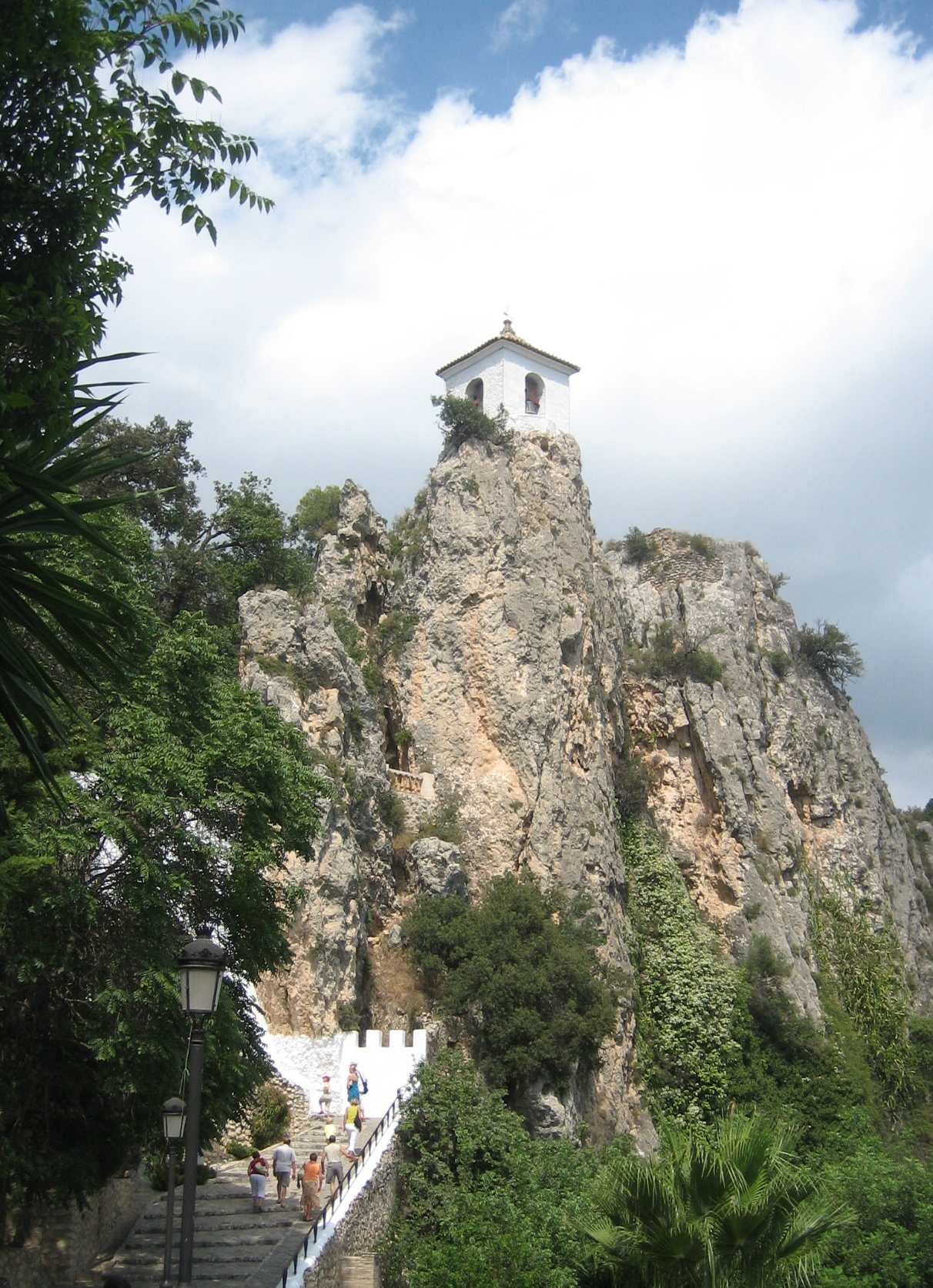
Ел-Кастель-де-Гуадалест, вежа